# Rychlostní silnice S61 (Polsko)
Rychlostní silnice S61 je polská rychlostní silnice, která bude začínat na rychlostní silnici S8 a povede na hranice s Litvou, kde se napojí na litevskou dálnici A5, která vede směrem na Kaunas. V provozu je momentálně 25 km v plném profilu a 14,5 km v polovičním profilu. Ve výstavbě je 162,9 km a 14,5 km tvoří dostavba na plný profil. Její celková délka bude 221,4 km. Rychlostní silnice S61 bude součástí evropské silnice E67 a součástí trasy Via Baltica a ve východní části bude součástí trasy Via Carpatia.

## Úseky v provozu

### Obchvat Stawisek
Úsek má délku 6,5 km a je vystavěn v polovičním profilu a momentálně probíhá dostavba na plný profil. Úsek byl uveden do provozu v roce 2013 a není označen jako rychlostní silnice.

### Obchvat Szczuczynu
Úsek má délku 8 km. Úsek byl otevřen v polovičním profilu 13. listopadu 2015. Otevření druhého profilu rychlostní silnice proběhlo 15. května 2020.

### Obchvat Suwałki
Úsek má délku 12,8 km. Stavba probíhala 34 měsíců. Úsek byl otevřen 13. dubna 2019.